# Николаев, Валентин Владимирович
Валенти́н Влади́мирович Никола́ев (6 апреля 1924, Долино-Каменка, Екатеринославская губерния — 31 октября 2004, Ростов-на-Дону, Россия) — советский борец классического стиля, олимпийский чемпион, Заслуженный мастер спорта СССР (1955),

## Биография
Валентин Николаев родился в 1924 году в селе Долино-Каменка.
Борьбой начал заниматься в 1945 году. Первой крупной победой стало выступление в Берлине, на турнире, проводимом в рамках Всемирного фестиваля молодежи и студентов.

Могила Николаева на Северном кладбище Ростова-на-Дону.

На Летних Олимпийских играх 1956 года в Мельбурне боролся в весовой категории до 87 килограммов (полутяжёлый вес). В схватках:
- в первом круге выиграл решением судей со счётом 3-0 у Петко Сиракова (Болгария);
- во втором круге выиграл решением судей со счётом 3-0 у Дюлы Ковача (Венгрия);
- в третьем круге выиграл решением судей со счётом 3-0 у Вейкко Лахти (Финляндия);
- в четвёртом круге выиграл решением судей со счётом 3-0 у Карла-Эрика Нилльсона (Швеция) и стал чемпионом Олимпийских игр[2].

Чемпион мира 1955 года, чемпион СССР 1952, 1954 годов, трёхкратный победитель турниров проводимых в рамках Всемирного фестиваля молодежи и студентов (1951, 1953, 1955). Также выступал в соревнованиях в вольной борьбе и самбо, десятикратный чемпион РСФСР по этим видам спорта.
После окончания спортивной карьеры вёл тренерскую деятельность.
Окончил Ростовский институт инженеров железнодорожного транспорта (1948). Член КПСС с 1955 года.

Памятная доска в Ростове-на-Дону

Умер в 2004 году в Ростове-на-Дону, похоронен на Северном кладбище
Именем борца назван специализированный дворец спорта в Ростове-на-Дону. На доме по адресу: улица Козлова 76, ему установлена мемориальная доска.

## Награды
- орден Трудового Красного Знамени (27.04.1957) — «за успехи, достигнутые в деле развития массового физкультурного движения в стране, повышения мастерства советских спортсменов, и успешное выступление на международных соревнованиях»